# 정관산업로
정관산업로(Jeonggwan Saneup(Industry Zn.)-ro Road, 鼎冠産業路)는 부산광역시 금정구 회동동 회동 나들목과 기장군 정관읍을 잇는 부산광역시의 도로이다. 부산광역시의 도시고속화도로 중 하나이자, 부산광역시내와 정관신도시를 잇는 대표적인 간선도로이다. 금사 나들목부터 정관산업단지까지 구간은 부산광역시도 제81호선에 속한다.
2009년 1월 7일에는 회동 나들목 ~ 중리교차로 (기장철마 나들목) 구간이 우선 개통되었으며, 나머지 구간은 2009년 10월 21일에 개통되었다.

## 역사
- 2001년 7월 26일 : 부산광역시도 제81호선 정관신도시진입로(가칭)으로 국가지원지방도 제60호선 ~ 제4도시고속도로 13.3km 구간 노선 지정[2]
- 2007년 6월 13일 : 노선 구간을 반송로 ~ 국가지원지방도 제60호선 13.3km로 변경[3]
- 2009년 7월 8일 : 2개 이상 구·군에 걸쳐 있는 도로로 정관산업로를 고시[4]
- 2012년 11월 28일 : 노선명을 부산광역시도 제81호선 정관산업로로 변경 및 반송로(세양물류앞) ~ 금사 나들목 구간을 석대로로 분할[5]

## 구성

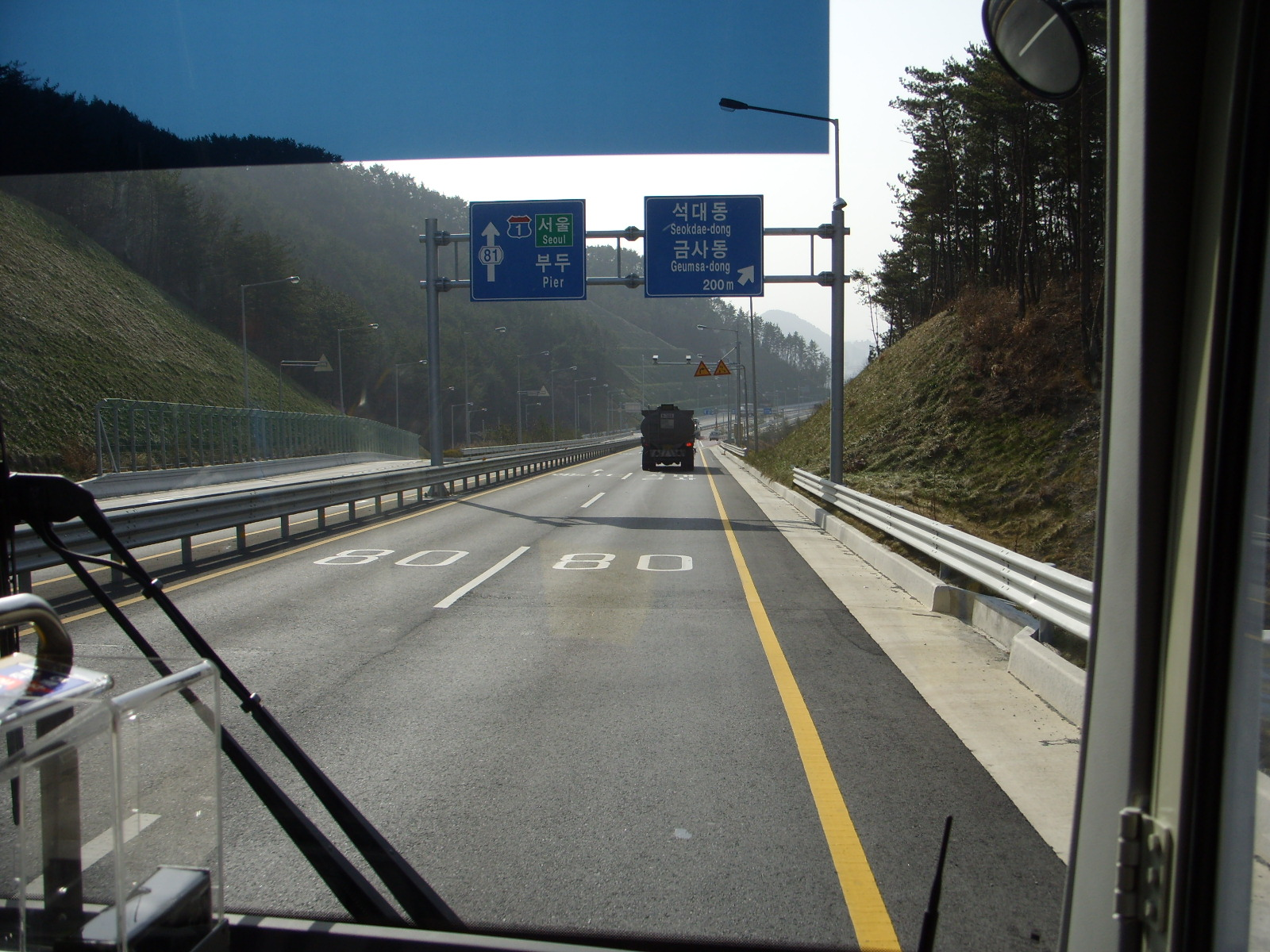
회정로의 석대 나들목 부근

### 차로수
- 회동 나들목 ~ 금사 나들목 : 편도 3~4차로
- 금사 나들목 ~ 곰내터널 : 편도 2차로

- 총 연장 : 11.6km

### 터널
- 개좌터널
- 곰내터널

## 경유지
부산광역시
- 금정구
  - 회동동
- 기장군
  - 철마면 - 정관읍

## 노선
- 시설물

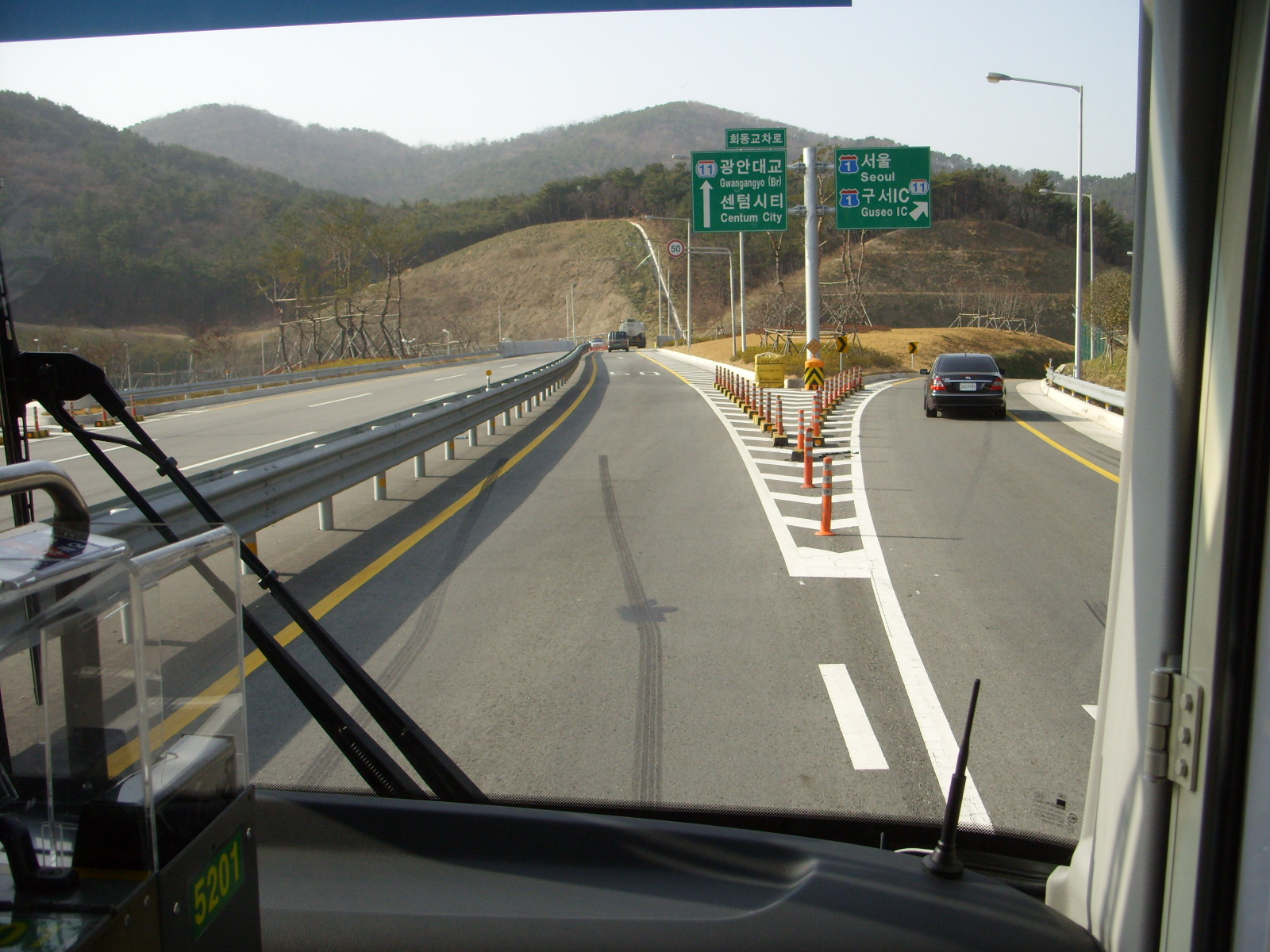
회동 분기점

  - IC : 나들목(Interchange)
  - IS : 삼거리 또는 사거리 형태의 교차로(Intersection)
  - BR : 교량(Bridge)
  - TN : 터널(Tunnel)

| 종류                   | 이름                        | 접속 노선                                                       | 소재지                         | 소재지                              | 비고                                        |
| 산성터널-윤산터널 직결 | 산성터널-윤산터널 직결      | 산성터널-윤산터널 직결                                          | 산성터널-윤산터널 직결         | 산성터널-윤산터널 직결              | 산성터널-윤산터널 직결                      |
| ---------------------- | --------------------------- | --------------------------------------------------------------- | ------------------------------ | ----------------------------------- | ------------------------------------------- |
| JC                     | 회동분기점                  | 부산광역시도 제11호선 (번영로)                                  | 부산광역시                     | 금정구                              | 시점                                        |
| IC                     | 회동석대 나들목             | 부산광역시도 제81호선 (석대로) 부산광역시도 제9107호선 (개좌로) | 부산광역시                     | 금정구                              | 회동 방면 진출만 가능 정관 방면 진입만 가능 |
| TN                     | 개좌터널                    |                                                                 | 부산광역시                     | 금정구                              | 상행 연장 1,683m 하행 연장 1,650m           |
| TN                     | 개좌터널                    | 기장군                                                          | 철마면                         |                                     | 상행 연장 1,683m 하행 연장 1,650m           |
| IC                     | 대곡 나들목                 | 기장군                                                          | 철마면                         | 개좌로                              | 회동 방면 진입만 가능 정관 방면 진출만 가능 |
| BR                     | 철마천교                    | 기장군                                                          | 철마면                         |                                     |                                             |
| IC                     | 철마 교차로                 | 기장군                                                          | 철마면                         | 철마로                              |                                             |
| IC                     | 중리 교차로 기장철마 나들목 | 기장군                                                          | 철마면                         | 600호선 부산외곽순환고속도로 곰내길 |                                             |
| BR                     | 석길교                      | 기장군                                                          | 철마면                         |                                     |                                             |
| BR                     | 홍류교                      | 기장군                                                          | 철마면                         |                                     |                                             |
| IC                     | 웅천 나들목                 | 기장군                                                          | 철마면                         | 곰내길                              | 회동 방면 진출만 가능 정관 방면 진입만 가능 |
| TN                     | 곰내터널                    | 기장군                                                          | 철마면                         |                                     | 상행 연장 1,830m 하행 연장 1,825m           |
| TN                     | 곰내터널                    | 기장군                                                          | 정관읍                         |                                     | 상행 연장 1,830m 하행 연장 1,825m           |
| IC                     | (이름 없음)                 | 기장군                                                          | 부산광역시도 제50호선 (산단로) | 종점                                |                                             |
| 정관중앙로 직결        |                             |                                                                 |                                |                                     |                                             |

## 연결 도로
기점인 회동분기점에서는 번영로(부산 제1도시고속도로)와 연결되어 경부고속도로, 구서동, 영도, 남포동 등으로 갈 수 있으며, 종점에서는 국가지원지방도 제60호선과 연결되어 월평, 임랑해수욕장 등으로 연결된다. 종점에서는 정관신도시로 진입할 수 있다.

## 같이 보기
- 개좌길
- 곰내길